# Regesesee
Der Regesesee ist ein natürliches Gewässer im Gebiet der Stadt Biesenthal im Brandenburger Landkreis Barnim. Er ist Teil des Naturschutzgebietes Biesenthaler Becken. Der See liegt etwa 1100 Meter vom Stadtzentrum entfernt in südwestlicher Richtung in einem Feuchtgebiet nördlich der Schweinebuchtenberge, ungefähr 300 Meter südlich der Lanker Straße.
Der Regesesee befindet sich im NSG Biesenthaler Becken. Er hat eine Fläche von 3,2 Hektar und ist von einer ausgedehnten Verlandungszone umgeben. Den Uferbereich säumt ein breiter Schilfgürtel. Der See gilt als Ursprung des Flusses Finow, der an der Ostseite als Finow-Fließ Richtung Nordosten abfließt. Zuflüsse des Regesesees sind das aus südlicher Richtung kommende Rüdnitzer Fließ und das an der Südwestseite mündende Hellmühler Fließ, ein Abfluss des Hellsees.
Der See wurde 1595 als Die Ragöse erstmals schriftlich erwähnt. Der Name leitet sich von altpolabisch *Rogoz'n „Schilfsee“.